# Isabelle de Charrière

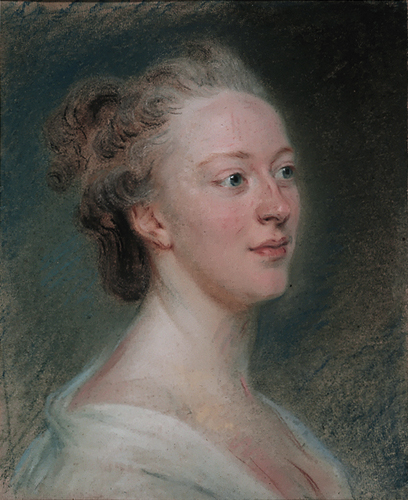
Isabelle de Charrière da un ritratto del 1766 del pittore Maurice Quentin de La Tour, Musée d'art et d'histoire di Ginevra.

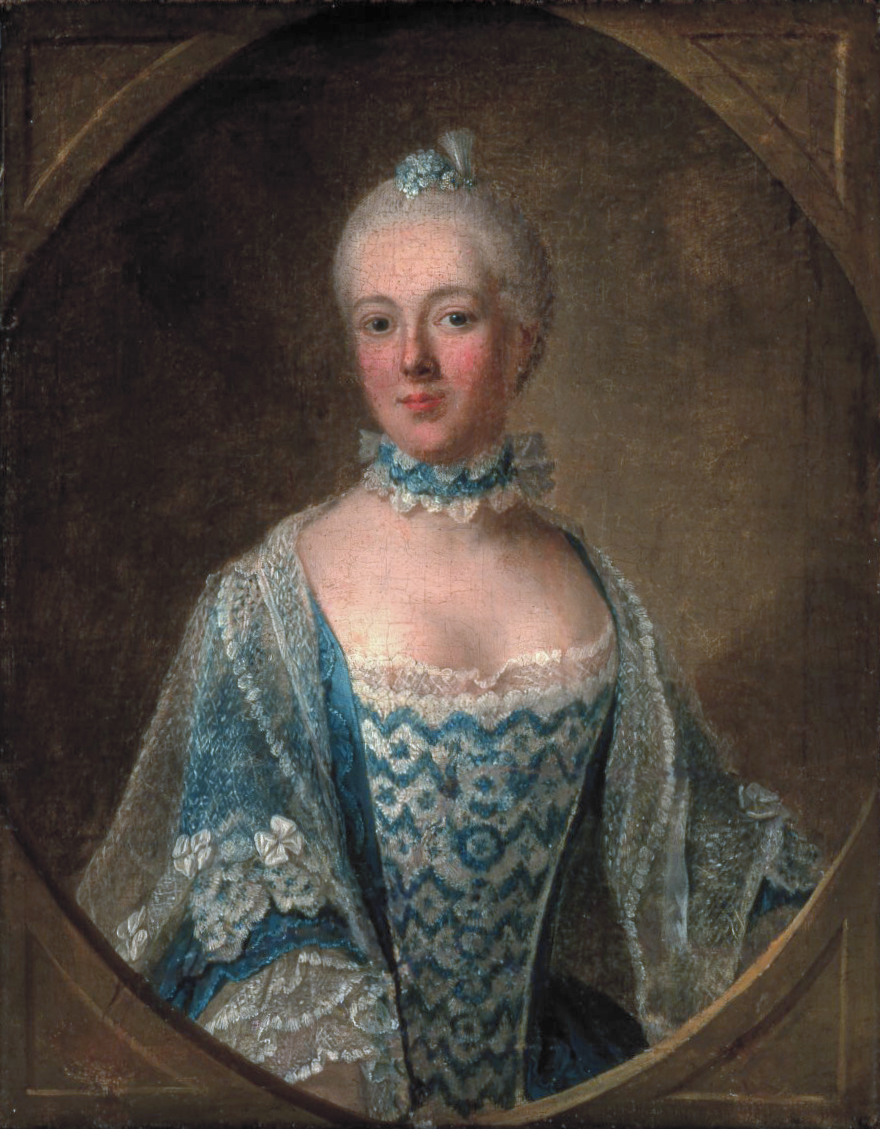
Isabelle de Charrière da un ritratto del 1759 del pittore Guillaume de Spinny, Castello di Zuylen

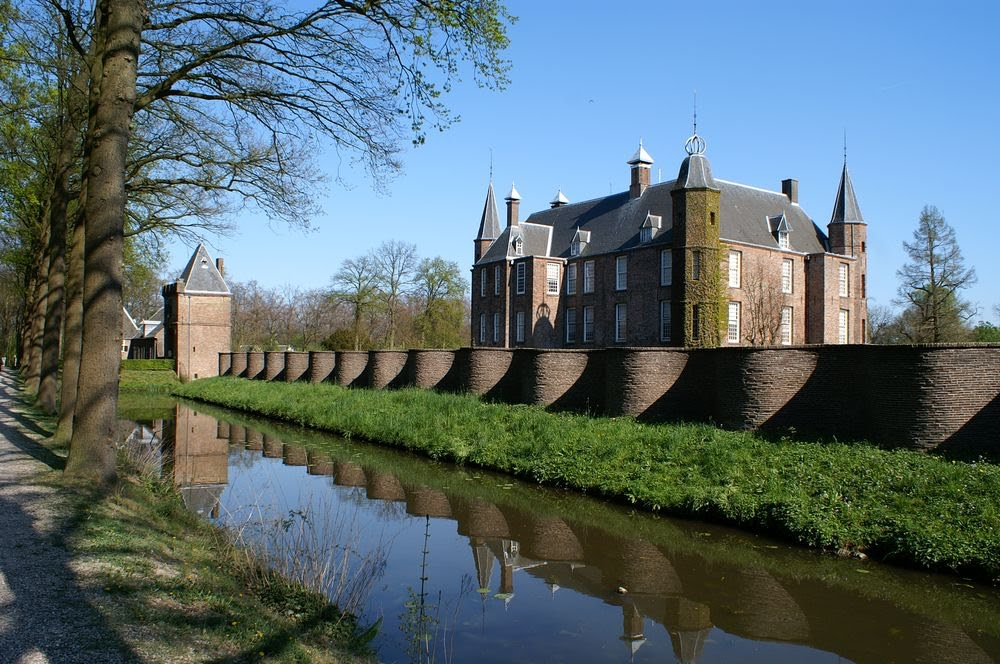
Castello di Zuylen

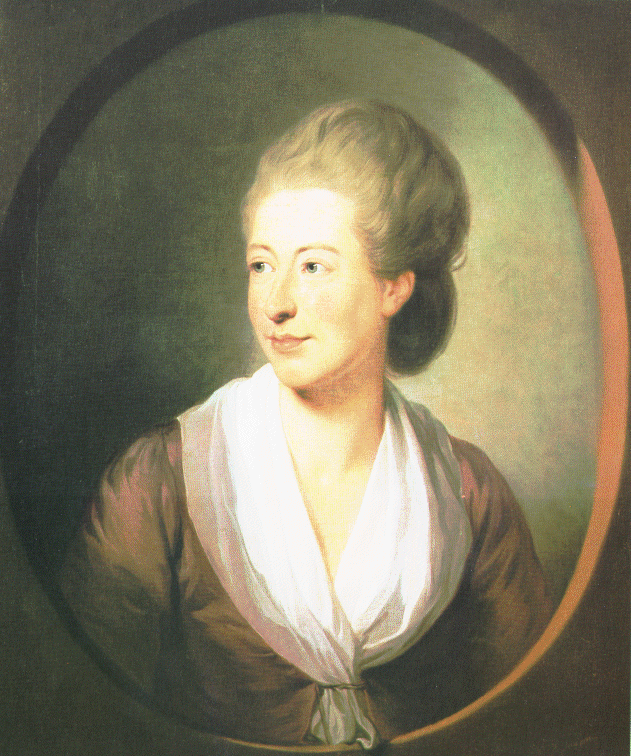
Isabelle de Charrière da un ritratto del 1777 di Jens Juel

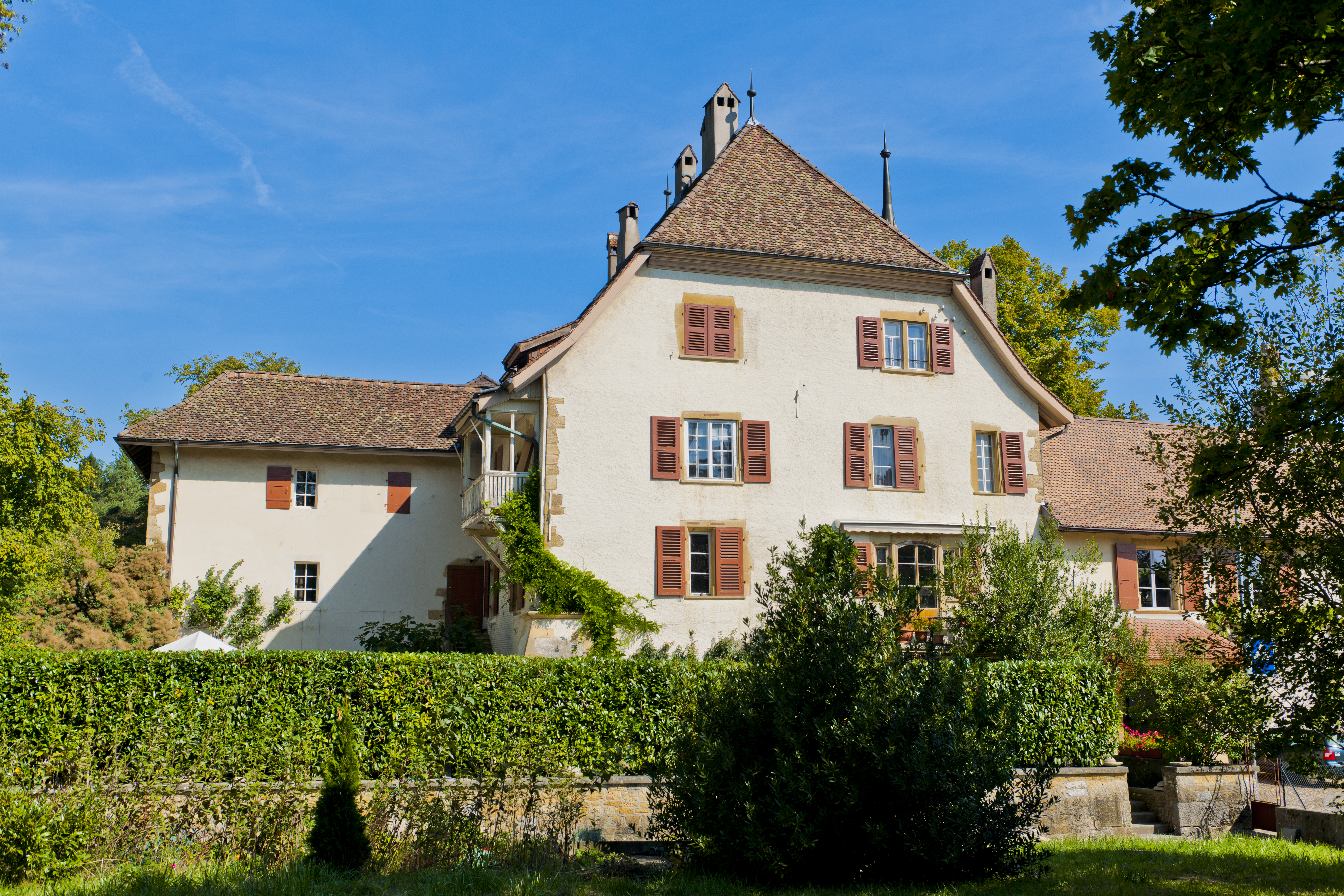
Le Pontet Colombier (Milvignes).

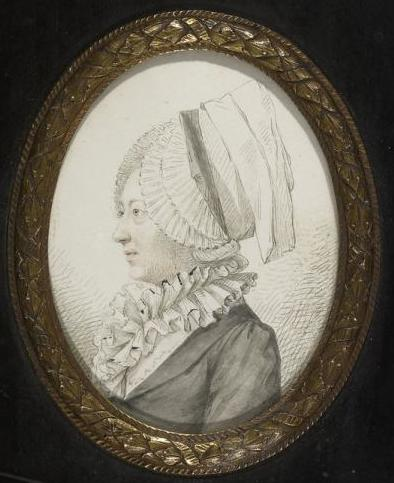
Isabelle de Charrière da un ritratto del 1781

Isabelle de Charrière, nata Isabella Agneta Elisabeth van Tuyll van Serooskerken, detta anche, soprattutto in gioventù, la Bella di Zuylen (Zuilen, 20 ottobre 1740 – Colombier, 27 dicembre 1805), è stata una scrittrice olandese naturalizzata svizzera.

## Biografia
Nata nel 1740 a Zuilen, ora parte di Utrecht, da una famiglia della nobiltà olandese, sin da giovanissima mostrò una vivacità intellettuale sorprendente, riuscendo a parlare numerose lingue e ad interessarsi delle scienze matematiche come dei classici umanistici. All'età di 20 anni esordì nella letteratura, pubblicando in francese Il Nobile (1763), una satira sui pregiudizi dell'aristocrazia a lei coeva.
A 30 anni sposò Charles-Emmanuel de Charrière de Penthaz (1735–1808), già precettore del fratello, cominciando a scrivere con più intensità e cimentandosi in generi letterari diversi, dalle pièces teatrali agli scritti politici, dai pamphlet alle opere musicali sino ai romanzi epistolari, fra cui si segnalano le Lettere da Neuchâtel del 1784 e Lettere di Mistriss Henley del 1784 e Lettere da Losanna del 1785 e Caliste del 1787.
La sua produzione negli anni della Rivoluzione francese, che rifletteva il suo impegno politico e sociale, è particolarmente ricca e varia. Le corrispondenze del periodo, scambiate tra gli altri con Benjamin Constant e con numerose intellettuali del periodo, fra cui Isabelle de Gélieu, le servirono come banco di prova per le biografie femminili, finalizzate all'educazione delle donne, che costituisce un tema importante della sua opera.
Ha collaborato alla stesura di diverse opere musicali, ma non ci sono rimasti che dei frammenti. Ha inviato un libretto di Les Phéniciennes a Mozart, sperando che considerasse l'opera, ma non ebbe risposta. Tutte le sue opere musicali sono incluse nel volume 10 delle sue Œuvres complètes; questi includono sei minuetti per quartetto d'archi, nove sonate per pianoforte e dieci arie e romanze.

## Opere

### Pubblicazioni scientifiche di scrittura originale
- Œuvres complètes, Édition critique par J-D. Candaux, C.P. Courtney, P. Dubois, S. Dubois, P. Thompson, J. Vercruysse, D.M. Wood. Amsterdam, G.A. van Oorschot, 1979-1984. ISBN 9789028205000
- Die wiedergefundene Handschrift: Victoire ou la vertu sans bruit. Hrsg. Magdalene Heuser. In: Editio. Internationales Jahrbuch für Editionswissenschaft. 11 (1997), p. 178-204.
- Early writings. New material from Dutch archives Archiviato il 3 marzo 2016 in Internet Archive.. Éd. Kees van Strien, Lovanio, Éditions Peeters, 2005. VI-338 p. ISBN 978-90-429-1646-3
- Correspondances et textes inédits. Éd. Guillemette Samson, J-D. Candaux, J. Vercruysse et D. Wood. Parigi, Honoré Champion, 2006 423 p. ISBN 978-2-7453-1310-2

### Traduzioni
- Lettere da Losanna e altri romanzi epistolari [Lettere da Losanna, Lettere di Mistriss Henley e Lettere da Neuchâtel]. Traduttori: Luise Obinu, Roberta Magi, Mariagrazia Paturzo; note introduttive: Daria Galateria, Daniela De Agostini, Mariagrazia Paturzo. Palermo, Sellerio, 2005.  256 pp. ISBN 9788838920431
- Tre donne. Trad. di Giovanna Arcaini. Introd. di Daria Galateria. Con un saggio de Sainte-Beuve (1839). Locarno, Armando Dadò, 2008. 222 pp.  ISBN 978-88-8281-216-4
- Elogio dell'indolenza. Edizione italiana (con testo originale a fronte) a cura di Nicola Ferrari. Rapallo, il ramo editore, 2012, 30 pp.  ISBN 978-88-89351-20-8

## Citazione Il Nobile 1763 inizio con traduzione
Il y avait dans une des provinces de France un château très ancien, habité par un vieux rejeton d'une famille encore plus ancienne. Le baron d'Arnonville était très sensible au mérite de cette ancienneté, et il avait raison, car il n'avait pas beaucoup d'autres mérites. Mais son château se serait mieux trouvé d'être un peu plus moderne: une des tours comblait déjà une partie du fossé; on ne voyait dans le reste qu'un peu d'eau bourbeuse, et les grenouilles y avaient pris la place des poissons. Sa table était frugale, mais tout autour de la salle à manger régnaient les bois des cerfs tués par ses aïeux.
Il se rappelait, les jours gras, qu'il avait droit de chasse, les jours maigres, qu'il avait droit de pêche, et content de ces droits, il laissait sans envie manger des faisans et des carpes aux ignobles financiers. Il dépensait son modique revenu à pousser un procès pour le droit de pendre sur ses terres; et il ne lui serait jamais venu dans l'esprit qu'on pût faire un meilleur usage de son bien, ni laisser à ses enfants quelque chose de mieux que la haute et basse justice. L'argent de ses menus plaisirs, il le mettait à faire renouveler les écussons qui bordaient tous les planchers, et à faire repeindre ses ancêtres.»
C'era un castello molto antico in una delle province della Francia, abitato da una vecchia prole di una famiglia ancora più anziana.
Il barone d'Arnonville era molto sensibile ai meriti di questa anzianità, e aveva ragione, perché non aveva molti altri meriti.
Ma il suo castello sarebbe stato meglio se fosse un po' più moderno: una delle torri riempiva già parte del fossato;
nel resto c'era solo un po' d'acqua fangosa, e le rane avevano preso il posto dei pesci.
La sua tavola era frugale, ma tutt'intorno alla sala da pranzo regnavano le corna di cervo uccise dai suoi antenati.
Ricordava, nei giorni grassi, che aveva il diritto di cacciare, nei giorni magri, che aveva il diritto di pescare e si accontentava di questi diritti.
Lasciò senza invidia a mangiare fagiani e carpe agli ignobili finanzieri.
Ha speso il suo modesto reddito spingendo una causa per il diritto di impiccagione sulla sua terra;
e non gli sarebbe mai venuto in mente che si poteva fare un uso migliore della sua proprietà, 
né lasciare ai suoi figli niente di meglio della giustizia alta e bassa.
I soldi per i suoi piccoli piaceri ha usato per rinnovare gli stemmi che rivestivano tutti i pavimenti,
e di far ridipingere i suoi padri.»
(Isabelle de Charrière, Il Nobile (Le Noble, conte moral, 1763. Il primo capoverso))

## Riconoscimenti
Le è stato dedicato l'asteroide 9604 Bellevanzuylen.